# Log pri Žužemberku
Log pri Žužemberku – wieś w Słowenii, w gminie Trebnje. W 2018 roku liczyła 19 mieszkańców.